# Indian Head (Saskatchewan)
Indian Head è un comune del Canada, situato nella provincia del Saskatchewan, nella divisione No. 6.